# Памфилий из Сульмоны
Памфи́лий из Сульмо́ны или Памфи́л из Сульмо́ны  (лат. Pamphilus, Episcopus Sulmonensis et Corfiniensis — Памфил епископ Сульмонский и Корфинский; итал. Panfilo di Sulmona, около 650 г., Абруцци, Италия — около 700, Корфинио, Италия) —  епископ Сульмонский и Корфинский. Памфил — святой Римско-Католической Церкви и покровитель городов Сульмоны, Корфинио, Спольторе и Шерни. Память в Римско-Католической Церкви совершается 28 апреля.

## Биография
Памфилий родился около 650 года на территории современной области Абруцци. Известно, что Памфилий жил в период понтификата Римского папы Сергия I. Был сыном язычника, который отрёкся от него, когда Памфилий принял христианство. В 682 году Памфилий был избран епископом Сульмоны. Занимался распространением христианства среди лангобардов.

## Память
- В честь святого Памфилия освящена церковь в Сульмоне, являющаяся кафедрой епископа епархии Сульмона-Вальвы.
- В городах Спольтоне и Шерни находятся церкви, посвящённые святому Памфилию.